# マキシム・マリニン
マキシム・ヴィークトロヴィチ・マリニン（ロシア語: Макси́м Ви́кторович Мари́нин、1977年3月23日 - ）は、ロシア出身の男性フィギュアスケート選手。2006年トリノオリンピックペア金メダリスト。2004年、2005年世界フィギュアスケート選手権優勝。身長187センチ。コーチは2001年までナタリア・パブロワ。以降はオレグ・ワシリエフ。振り付け師はスヴェトラーナ・コロル。現役時代の活動拠点はイリノイ州シカゴ。趣味は音楽鑑賞。パートナーはタチアナ・トトミアニナ。ロシア語では「マクスィーム・ヴィークタラヴィチュ・マリーニン」が近い。

## 来歴

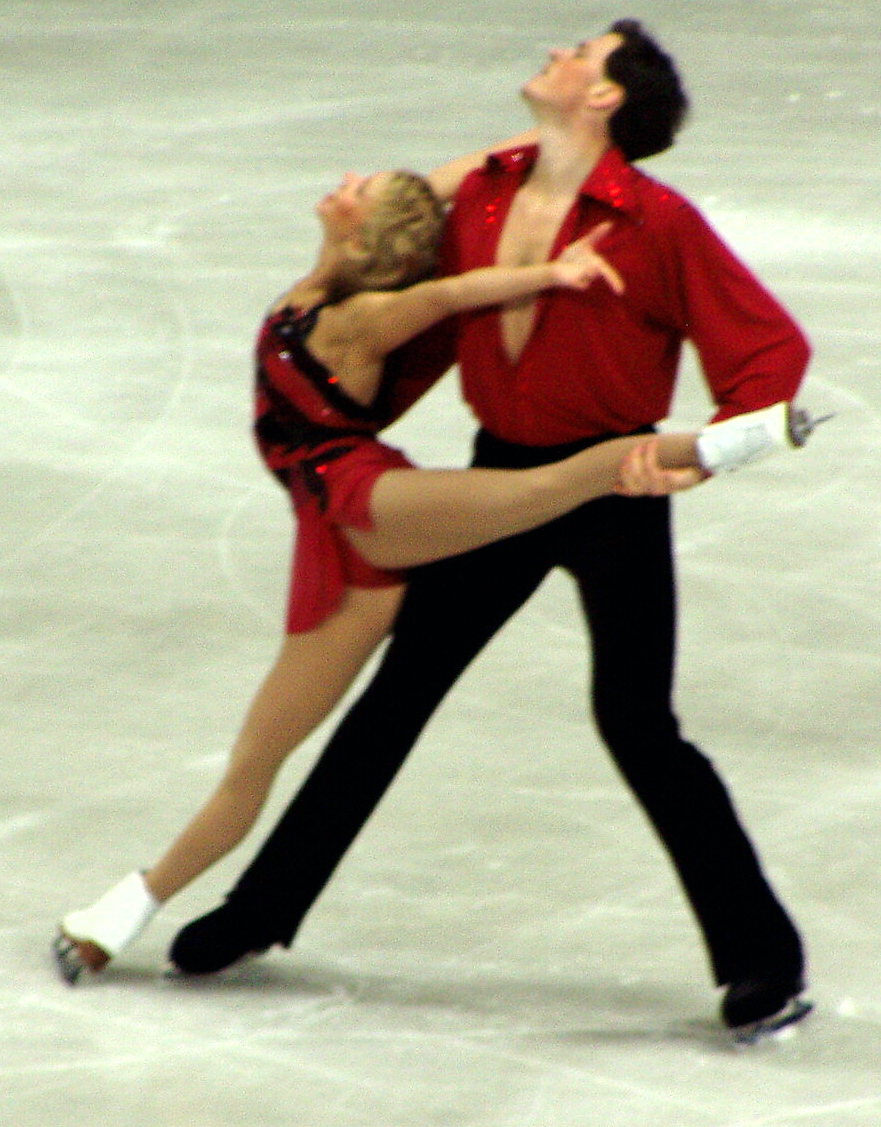
2004年世界選手権でのトトミアニナとマリニン

1981年にスケートを始める。きっかけは両親が学校でスケート教室の生徒募集の張り紙を見たから。ただ、プロのコーチに師事するのが遅れた為に、同世代の他の選手に較べて常に技術で後れを取っていたと本人は述懐している。最終的にエフゲニー・プルシェンコの出現で彼はシングルの道を完全に諦めたという。これが1993年である。この頃、サンクトペテルブルクのクラブからペア競技に転向しないかという誘いを受けて拠点を変え、ペア競技に取り組み始める。しかし最初のパートナーとは上手く行かず、1995年にチームは解散。この年のロシア選手権会場のサマラで当時女子シングルの選手で国内選手権12位だったタチアナ・トトミアニナと出会い、彼等はチームを結成する。トトミアニナが故郷ペルミからサンクトペテルブルクに移動した1996-1997シーズンよりチームは本格的に活動を始める。
ペア転向当初はなかなか結果が伴わなかったが、2000年頃から有力チームとして認知されるようになる。2001年にはロシアから活動拠点をシカゴに移し、それにともなってコーチもワシリエフに変更している。
2002年のヨーロッパ選手権で最初の大きなタイトルを獲得（以降、引退する2005－2006シーズンまで全勝）。直後のソルトレイクシティオリンピックでは4位に食い込む。ただ、この時点では3位の申雪&趙宏博組との実力差は明らかであった。実際、2002年と2003年の世界選手権ではいずれも申雪&趙宏博組の後塵を拝して2位に終わっている。この時期までの彼等の演技について良く言われたのが、「技術的には上手いかもしれないが、これといった特徴に欠ける」という意見であった。
しかし彼等はさらにその技術に磨きをかけ、ついに2004年世界選手権では申雪&趙宏博組越えを果たして世界の頂点に到達する。この大会では申雪&趙宏博組のコンディションが今ひとつであり、両者が万全の状態で激突したわけではなかったが、彼等の進境が著しいこともまた明らかであった。
この時期を境に申雪&趙宏博組が怪我に苦しんで万全の調子を発揮出来なかったこともあり、2000年代中盤を代表するこの二つの最強チームの全盛期はほとんど入れ違いのような形になっている。続く2004－2005シーズンではグランプリ・シリーズ緒戦のスケート・アメリカでリフトを失敗してタチアナが頭部から氷上に落下という大事故を経験するも、シーズン後半には見事に復活して2005年の世界選手権も圧勝（この時のフリー・プログラムは落下事故で使ったものと同じものである）。さらに2006年のトリノ・オリンピックでも張丹&張昊組、申雪&趙宏博組の猛追を横綱相撲で押さえ込んでパーソナル・ベストの演技で優勝を勝ち取り、アマチュアのキャリアを終えた。
チャンピオンズ・オン・アイス・ツアーに参加していたが、現在はロシアに戻ってアイスショーを中心に活動している。

## 技術
シングル出身である彼らは、フリー演技の際、3トウループ＋2トウループというコンビネーションジャンプを飛んだ。現在でも通常ペアでは、2つのジャンプをシークエンス（ジャンプの後にステップを入れ、その後2回目のジャンプを飛ぶ）で飛ぶのが一般的。このペア以降、コンビネーションジャンプを飛ぶ組みが増えた。3トウループやトリプル・サルコウもフリー・プログラムに採り入れている。

## 主な戦績
- 戦績は全てタチアナ・トトミアニナとのペア時。

| 大会/年            | 1996-97 | 1997-98 | 1998-99 | 1999-00 | 2000-01 | 2001-02 | 2002-03 | 2003-04 | 2004-05 | 2005-06 |
| ------------------ | ------- | ------- | ------- | ------- | ------- | ------- | ------- | ------- | ------- | ------- |
| オリンピック       |         |         |         |         |         | 4       |         |         |         | 1       |
| 世界選手権         |         |         | 7       | 6       | 5       | 2       | 2       | 1       | 1       |         |
| 欧州選手権         |         |         | 5       | 5       | 2       | 1       | 1       | 1       | 1       | 1       |
| ロシア選手権       | 6       | 5       | 3       | 3       | 3       | 2       | 1       | 1       | 1       | 棄権    |
| GPファイナル       |         |         |         |         |         |         | 1       | 2       |         | 1       |
| GPエリック杯       |         |         | 5       | 2       |         | 4       | 1       | 2       |         | 1       |
| GPロシア杯         |         | 5       | 6       | 3       | 6       |         |         | 1       |         | 1       |
| GPスケートアメリカ |         |         | 7       |         | 3       | 3       | 1       |         | 棄権    |         |
| GPスケートカナダ   |         |         |         |         |         | 2       | 1       | 1       |         |         |
| GPスパルカッセン杯 |         |         |         |         | 3       |         |         |         |         |         |
| スケートイスラエル |         |         | 2       |         |         |         |         |         |         |         |
| シェーファー記念   |         | 5       |         |         |         |         |         |         |         |         |

### 詳細
| 2005-2006 シーズン    |                                                        |         |          |          |
| 開催日                | 大会名                                                 | SP      | FS       | 結果     |
| 2006年2月10日 - 26日  | トリノオリンピック（トリノ）                           | 1 68.64 | 1 135.84 | 1 204.48 |
| 2006年1月16日 - 22日  | 2006年ヨーロッパフィギュアスケート選手権（リヨン）     | 1 68.04 | 1 127.83 | 1 195.87 |
| 2005年12月16日 - 18日 | 2005/2006 ISUグランプリファイナル（東京）              | 1 66.92 | 1 126.68 | 1 193.60 |
| 2005年11月24日 - 27日 | ISUグランプリシリーズ ロシア杯（サンクトペテルブルク） | 1 64.62 | 1 133.30 | 1 197.92 |
| 2005年11月17日 - 19日 | ISUグランプリシリーズ エリック・ボンパール杯（パリ）   | 1 66.50 | 1 120.40 | 1 186.90 |

| 2004-2005 シーズン    |                                                        |         |          |          |
| 開催日                | 大会名                                                 | SP      | FS       | 結果     |
| 2005年3月14日 - 20日  | 2005年世界フィギュアスケート選手権（モスクワ）         | 1 70.12 | 1 128.37 | 1 198.49 |
| 2005年1月25日 - 30日  | 2005年ヨーロッパフィギュアスケート選手権（トリノ）     | 1 69.70 | 1 126.58 | 1 196.28 |
| 2004年10月21日 - 24日 | ISUグランプリシリーズ スケートアメリカ（ピッツバーグ） | 1 64.98 | -        | 棄権     |

| 2003-2004 シーズン       |                                                           |         |          |          |
| 開催日                   | 大会名                                                    | SP      | FS       | 結果     |
| 2004年3月22日 - 28日     | 2004年世界フィギュアスケート選手権（ドルトムント）        | 1       | 2        | 1        |
| 2004年2月2日 - 8日       | 2004年ヨーロッパフィギュアスケート選手権（ブダペスト）    | 1       | 1        | 1        |
| 2003年12月11日 - 14日    | 2003/2004 ISUグランプリファイナル（コロラドスプリングス） | 2 62.96 | 2 114.34 | 2 177.30 |
| 2003年11月20日 - 23日    | ISUグランプリシリーズ ロシア杯（モスクワ）                | 1 68.64 | 1 122.02 | 1 190.66 |
| 2003年11月14日 - 16日    | ISUグランプリシリーズ ラリック杯（パリ）                  | 1 63.88 | 4 101.32 | 2 165.20 |
| 2003年10月30日 - 11月2日 | ISUグランプリシリーズ スケートカナダ（ミシサガ）          | 2 67.24 | 1 126.78 | 1 194.02 |

| 2002-2003 シーズン       |                                                        |    |    |      |
| 開催日                   | 大会名                                                 | SP | FS | 結果 |
| 2003年3月24日 - 30日     | 2003年世界フィギュアスケート選手権（ワシントンD.C.）   | 1  | 2  | 2    |
| 2003年1月20日 - 26日     | 2003年ヨーロッパフィギュアスケート選手権（マルメ）     | 2  | 1  | 1    |
| 2002年11月14日 - 17日    | ISUグランプリシリーズ ラリック杯（パリ）               | 1  | 1  | 1    |
| 2002年10月31日 - 11月3日 | ISUグランプリシリーズ スケートカナダ（ケベックシティ） | 1  | 1  | 1    |
| 2002年10月23日 - 27日    | ISUグランプリシリーズ スケートアメリカ（スポケーン）   | 1  | 1  | 1    |